# Dzmitryj Alisiejka
Dzmitryj Alaksandrawicz Alisiejka (biał. Дзмітрый Аляксандравіч Алісейка, ros. Дмитрий Александрович Алисейко Dmitrij Aleksandrowicz Alisiejko; ur. 28 sierpnia 1992 w Bobrujsku) – białoruski piłkarz grający na pozycji obrońcy w Dynamie Brześć.

## Kariera klubowa
Karierę rozpoczął w Dynamie Mińsk. W latach 2007–2012 grał w rezerwach tego klubu. W 2012 został wypożyczony do Tarpiedy-BiełAZ. W marcu 2013 trafił do Niomana Grodno. W marcu 2014 został wypożyczony do FK Słuck. W grudniu 2014 został wykupiony przez ten klub i podpisał z nim dwuletni kontrakt. W grudniu 2016 podpisał trzyletni kontrakt z Dynamą Brześć.

## Kariera reprezentacyjna
Alisiejka grał w młodzieżowych reprezentacjach Białorusi U-17, U-19, U-20 i U-21. W dorosłej kadrze zadebiutował 1 czerwca 2017 w przegranym 0:1 meczu ze Szwajcarią.

## Osiągnięcia
- Mistrzostwo Białorusi rezerw (2009, 2010)
- Wicemistrzostwo Białorusi rezerw (2011)